# Walterparria
Walterparria es un género de foraminífero bentónico de la Subfamilia Parafissurininae, de la Familia Ellipsolagenidae, de la Superfamilia Polymorphinoidea, del Suborden Lagenina y del Orden Lagenida. Su especie-tipo es Lagena millettii. Su rango cronoestratigráfico abarca el Holoceno.

## Discusión
Clasificaciones previas incluían Walterparria en la Superfamilia Nodosarioidea.

## Clasificación
Walterparria incluye a las siguientes especies:
- Walterparria defiorei
- Walterparria fovigera
- Walterparria inaequilateralis
- Walterparria millettiformis
- Walterparria millettii